# B-Real
B-Real, właściwie Louis Freese (ur. 2 czerwca 1970 w Los Angeles w Kalifornii) – amerykański raper. Jest liderem hip-hopowego zespołu Cypress Hill, z którym wydał pierwszą płytę w roku 1991.

## Przed karierą
Jego ojciec był Meksykaninem, a matka Afro-Kubanką. B-Real wraz z siostrą i matką wyprowadzili się z domu ojca i zamieszkali w South Gate, a później w dzielnicy South Central w Los Angeles.
Zanim rzucił szkołę średnią Lynwood High School, zaprzyjaźnił się z przyszłymi członkami zespołu Cypress Hill o pseudonimach EZ (Israel Lopez) i Shrek (Ralph Moreno, który ostatecznie zrezygnował ze współpracy i rozpoczął karierę solową). EZ, który był członkiem gangu znanego jako "Cypress Hill 99" (pododdział 89st Street Bloods), zaprosił B-Reala w jego szeregi. B-Real stał się handlarzem narkotyków. Pewnego dnia został postrzelony przez członka gangu Crips w płuco i to zdarzenie oraz rekonwalescencja sprawiły, że artysta zastanowił się nad swoim życiem, opuścił gang i zaczął legalnie pracować w Santa Fe Springs.

## Cypress Hill
Po tym jak Julio G (z rozgłośni KDAY) przedstawił go Muggsowi, B-Real zainteresował się pomysłem Muggsa na album oparty na doświadczeniach z Cypress Ave z South Gate i tak powstał projekt Cypress Hill. Zespół podpisał kontrakt w 1991 z wytwórnią Ruffhouse/Columbia i w tym samym roku pojawił się jego pierwszy, bardzo wpływowy album. Pisząc teksty do tej i kolejnych płyt B-Real czerpał ze swoich niebezpiecznych doświadczeń z przeszłości.
Znak rozpoznawczy Cypress Hill stanowi ekscentryczna kombinacja przesadnie piskliwego nosowego wokalu B-Reala i charakterystycznych beatów DJ Muggsa. Styl ten sprawił, że trio stało się pierwszym latynoskim zespołem rapowym, którego albumy osiągnęły status platyny i multi-platyny. Do dziś pozostają najlepiej sprzedającym się latynoskim zespołem rapowym wszech czasów.

## PozaCypress Hill
Poza Cypress Hill, B-Real brał udział również w kilku innych projektach muzycznych. W 2002 współpracował z Mellow Man Ace'em i Son Doobiem w grupie Serial Rhyme Killas, z którą wydał jeden singel. Artyści nagrali również cały album o tytule "Deluxe Rapture", który jednak nigdy nie został wydany. Wcześniej B-Real był członkiem grupy The Psycho Realm. Razem z Busta Rhymes, Coolio, LL Cool J i Method Man'em nagrał utwór Hit 'Em High (The Monstar's Anthem) specjalnie na potrzeby filmu Kosmiczny mecz.
B-Real wydał solo trzy mixtape'y – Gunslinger, Gunslinger Vol. II oraz Gunslinger Vol. III. 24 lutego 2009 wydał swój pierwszy solowy album zatytułowany Smoke N Mirrors.
B-Real współpracował także z wieloma innymi artystami, takimi jak: Dilated Peoples, KRS-One, Warren G, House of Pain, Snoop Dogg, LL Cool J, Fear Factory, Everlast, Kottonmouth Kings, Wu-Tang Clan, Dr. Dre, Eminem, D12, Ice Cube, Guru, Nas, Malverde, Kool G Rap, Berner i A$AP Ferg
B-Real w 2017 roku wystąpił gościnnie na płycie Hollywood Undead o nazwie Five w kawałku Black Cadillac.

## Dyskografia

### Solo
- Smoke N Mirrors (2009)
- The Harvest (2011)

### Mixtape'y
- The Gunslinger Volume I (2005)
- The Gunslinger Volume II: Fist Full of Dollars (2006)
- The Gunslinger Volume III: For A Few Dollars More (2007)

## Filmografia

### Kompozytor
- Telemaniak (The Cable Guy, 1996)
- Stalowy rycerz (Steel, 1997)

### Aktor
- The Last Party (1993) jako on sam
- Kim jest ten facet? (Who's the Man?, 1993) jako Jose Gomez
- Człowiek-meteor (The Meteor Man, 1993) jako Crips
- Rhyme & Reason (1997) jako on sam
- The Rugrats Movie: Gdzie jest bobas? (The Rugrats Movie, 1998) jako Noworodek (głos)
- Thicker Than Water (1999) jako on sam
- MacArthur Park (2001) jako Freddie
- Super zioło (How High, 2001) jako on sam
- Pauly Shore nie żyje (Pauly Shore Is Dead, 2003) jako on sam
- Pokerzyści (Shade, 2003) jako Nate